# Polytrichadelphus cuspidirostrum
Polytrichadelphus cuspidirostrum är en bladmossart som beskrevs av Brotherus 1905. Polytrichadelphus cuspidirostrum ingår i släktet Polytrichadelphus och familjen Polytrichaceae. Inga underarter finns listade i Catalogue of Life.